# Aneurisma de Rasmussen
El aneurisma de Rasmussen es un aneurisma de la arteria pulmonar asociado a una lesión pulmonar cavitaria. Fue descrito originalmente por Fritz Valdemar Rasmussen en asociación con lesiones pulmonares cavitarias de tuberculosis. Y describió que en cerca de un 5% de  autopsias de personas con tuberculosis crónica la padecían. Al igual que con cualquier aneurisma, el aneurisma de Rasmussen tiene un mayor riesgo de producir hemorragia en el pulmón.
Los aneurismas de la arteria pulmonar son raros. Antiguamente, se creía que los aneurismas de la arteria pulmonar eran una causa común de hemoptisis (tos con sangre) en la tuberculosis. De hecho, es probable que antes del uso de antibióticos haya sido más frecuente que en la actualidad. Se relacionan la mayoría de las hemoptisis con el sangrado de las arterias bronquiales del pulmón.
Mientras que la terminología "clásica" relaciona la lesión con la tuberculosis cavitaria, el término ahora se usa para el aneurisma anatómico asociado con otras lesiones pulmonares destructivas. Incluso cuando el aneurisma pulmonar está presente, el sangrado bronquial real puede provenir de la arteria bronquial, en lugar de la arteria pulmonar. 